# Soirée de combat UFC : Kape contre Almabayev
UFC Fight Night: Kape vs. Almabayev (également connu sous le nom d'UFC Fight Night 253 et UFC Vegas 103 et UFC sur ESPN+ 111 ) est un événement d'arts martiaux mixtes produit par l'Ultimate Fighting Championship qui a eu lieu le 1er mars 2025, à l' UFC Apex à Enterprise, Nevada, une partie de la vallée de Las Vegas, aux États-Unis.

## Contexte
Un combat éliminatoire pour le titre des poids mouches de l'UFC entre l'ancien champion des poids mouches de la LFA (également ancien challenger pour le titre) Brandon Royval et l'ancien champion des poids coq du RIZIN Manel Kape était attendu en tête d'affiche de l'événement,. Cependant, Royval s'est retiré en raison d'une blessure non divulguée. Il a été remplacé par Asu Almabayev. Albamayev devait initialement affronter l'ancien challenger pour le titre des poids mouches Steve Erceg lors de l'événement, mais ce dernier a été déplacé pour faire la une de l'UFC sur ESPN : Moreno vs. Erceg et remplacé par Allan Nascimento,. Nascimento a été à son tour retiré de l'événement après les derniers changements.
Un combat de poids moyen entre Cody Brundage et le vainqueur des poids moyens de The Ultimate Fighter : Team Grasso vs. Team Shevchenko, Ryan Loder, était prévu pour cet événement. Cependant, Loder s'est retiré du combat pour des raisons inconnues et a été remplacé par Julian Marquez.
Un combat poids mouche féminin entre Montana De La Rosa et Luana Carolina était prévu pour cet événement. Cependant, le combat a été abandonné en raison de la réduction de poids bâclée de Carolina.
De plus, un combat des poids coq entre Douglas Silva de Andrade et John Castañeda était prévu pour cet événement. Cependant, malgré le changement du combat en un combat poids convenu de 140 livres, le combat a été annulé car Silva de Andrade n'avait pas d'autorisation médicale pour concourir.
Lors des pesées, Lucas Almeida pesait 148 livres, soit deux livres de plus que la limite de combat poids plume sans titre. Le combat se déroulera avec poids convenu et Almeida se verra infliger une amende équivalente à 20 pour cent de sa bourse, qui reviendra à son adversaire Danny Silva.

## Résultats
| Carte principale (ESPN+)   | Carte principale (ESPN+) | Carte principale (ESPN+) | Carte principale (ESPN+) | Carte principale (ESPN+)                 | Carte principale (ESPN+) | Carte principale (ESPN+) | Carte principale (ESPN+) |
| Catégorie                  |                          |                          |                          | Méthode                                  | Round                    | Chrono.                  | Notes                    |
| -------------------------- | ------------------------ | ------------------------ | ------------------------ | ---------------------------------------- | ------------------------ | ------------------------ | ------------------------ |
| Poids Mouches              | Asu Almabayev            | déf.                     | Manel Kape               | TKO (retrait)                            | 3                        | 2:16                     |                          |
| Poids Moyens               | Cody Brundage            | déf.                     | Julian Marquez           | TKO (coups)                              | 1                        | 4:45                     |                          |
| Poids Légers               | Nasrat Haqparast         | déf.                     | Esteban Ribovics         | Décision (divisée) (29-28, 28-29, 29-28) | 3                        | 5:00                     |                          |
| Poids Plumes               | Hyder Amil               | déf.                     | William Gomis            | Décision (divisée) (29-28, 28-29, 29-28) | 3                        | 5:00                     |                          |
| Poids Welter               | Sam Patterson            | déf.                     | Danny Barlow             | KO (coups)                               | 1                        | 3:10                     |                          |
| Carte préliminaire (ESPN+) |                          |                          |                          |                                          |                          |                          |                          |
| Poids Lourds               | Mário Pinto              | déf.                     | Austen Lane              | KO (coups)                               | 2                        | 0:39                     |                          |
| Poids Plumes               | Chepe Mariscal           | déf.                     | Ricardo Ramos            | Décision (unanime) (30-27, 30-27, 30-27) | 3                        | 5:00                     |                          |
| Poids convenu (148 livres) | Danny Silva              | déf.                     | Lucas Almeida            | Décision (divisée) (29–28, 28–29, 29–28) | 3                        | 5:00                     |                          |
| Poids Plumes Femmes        | JJ Aldrich               | déf.                     | Andrea Lee               | Décision (unanime) (30–27, 30–27, 29–28) | 3                        | 5:00                     |                          |
| Poids Mouches              | Ramazan Temirov          | déf.                     | Charles Johnson          | Décision (unanime) (29–28, 29–28, 29–28) | 3                        | 5:00                     |                          |

## Récompenses bonus
Les combattants suivant ont reçu chacun un bonus de 50 000$ : 
- Combat de la soirée : Nasrat Haqparast vs. Esteban Ribovics
- Performance de la soirée : Manel Kape and Mário Pinto